# Marie Roze
Marie Roze (París, 2 de març, 1846 - 2 de juny de 1926) fou una soprano francesa.
Fou deixebla de Mocker en el Conservatori de París, aconseguint el primer premi en les classes de cant i òpera còmica el 1865. Feu la seva presentació en públic, amb gran èxit, l'agost del mateix any. Després de continuar algun temps els seus estudis sota la direcció de Wartel, debutà en l'Òpera el gener de 1870 amb el rol de Margarida en el Faust.
A partir d'aquesta data restà consagrada a seva reputació com a soprano lírica. Actuà amb èxit ininterromput en els principals teatres d'Europa i Amèrica. El 1890 es retirà de la vida artística activa establint-se a París com a professora de cant.